# 毛叶云南桤叶树
毛叶云南桤叶树（学名：Clethra delavayi var. lanata）为桤叶树科桤叶树属下的一个变种。

## 扩展阅读
- 維基物種上的相關：毛叶云南桤叶树